# Palikir
Palikir – stolica Sfederowanych Stanów Mikronezji od 1989, położona na wyspie Pohnpei. Ludność: 6674 mieszkańców (2010). Ośrodek usługowy i turystyczny; na północny wschód od miasta – port lotniczy, na południe – College of Micronesia. 